# Alexandra Lamy
Alexandra Paulette Mathilde Lamy (Villecresnes, 14 ottobre 1971) è un'attrice francese.

## Biografia
Lamy è nata a Villecresnes, vicino a Parigi, ma è cresciuta in Linguadoca-Rossiglione. Quando aveva sei mesi, i suoi genitori, Michel e Michèle, si trasferirono con la famiglia a La Grande-Motte, nel sud della Francia. Qualche anno dopo, la sua famiglia si trasferì di nuovo ad Alès, dove il padre gestiva un negozio di tessuti. Si è innamorata del teatro alle recite scolastiche. In seguito, Lamy si trasferì a Parigi per iniziare la sua carriera, dove lavorò per perdere l'inflessione meridionale. Dopo uno spot pubblicitario di Wii Fit Plus, ha recitato in Possessions, al fianco di Jérémie Renier, Julie Depardieu e Lucien Jean-Baptiste. Sua sorella, Audrey Lamy, è anche lei un'attrice e attualmente recita nella sitcom francese Scènes de ménage. Il loro cugino è il politico François Lamy.

## Vita privata
Sua figlia è Chloé Jouannet, nata nell’ottobre 1997 dalla relazione con l’attore Thomas Jouannet, e anch’essa diventata attrice. Nel 2003, Lamy ha iniziato a frequentare Jean Dujardin. La coppia si è sposata nel 2009 e si è separata nel 2013.

## Filmografia

### Cinema
- Mes amis, regia di Michel Hazanavicius (1999)
- Rien que du bonheur, regia di Denis Parent (2003)
- Livraison à domicile, regia di Bruno Delahaye (2003)
- L'antidoto (L'Antidote), regia di Vincent De Brus (2005)
- Brice de Nice, regia di James Huth (2005)
- Au suivant!, regia di Jeanne Biras (2005)
- Vive la vie, regia di Yves Fajnberg (2005)
- On va s'aimer, regia di Ivan Calbérac (2006)
- Cherche fiancé tous frais payés, regia di Aline Issermann (2007)
- Modern Love, regia di Stéphane Kazandjian (2008)
- Ricky - Una storia d'amore e libertà (Ricky), regia di François Ozon (2009)
- Lucky Luke, regia di James Huth (2009)
- Possessions, regia di Eric Guirado (2011)
- Gli infedeli (Les infidèles), regia collettiva (2012) - (episodio "La question")
- L'Oncle Charles, regia di Étienne Chatiliez (2012)
- J'enrage de son absence, regia di Sandrine Bonnaire (2012)
- De toutes nos forces, regia di Nils Tavernier (2013)
- Jamais le premier soir, regia di Mélissa Drigeard (2014)
- Bis - Ritorno al passato (Bis), regia di Dominique Farrugia (2015)
- Torno da mia madre (Retour chez ma mère), regia di Éric Lavaine (2016)
- Vincent, regia di Christophe Van Rompaey (2016)
- Due fidanzati per Juliette (L'Embarras du choix), regia di Éric Lavaine (2017)
- Nos patriotes, regia di Gabriel Le Bomin (2017)
- 7 jours pas plus, regia di Héctor Cabello Reyes (2017)
- Par instinct, regia di Nathalie Marchak (2017)
- Tutti in piedi (Tout le monde debout), regia di Franck Dubosc (2018)
- Le Poulain, regia di Mathieu Sapin (2018)
- Lasciatelo dire! (Chamboultout), regia di Éric Lavaine (2019)
- Convoi exceptionnel, regia di Bertrand Blier (2019)
- La nuora ideale (Belle fille), regia di Méliane Marcaggi (2020)
- Le Sens de la famille, regia di Jean-Patrick Benes (2021)
- Un tour chez ma fille, regia di Éric Lavaine (2021)
- Le Test, regia di Emmanuel Poulain-Arnaud (2021)
- 2 matrimoni alla volta (Alibi.com 2), regia di Philippe Lacheau (2023)
- Teo e Zodì - Un cammello per amico (Zodi & Tehu, frères du désert), regia di Éric Barbier (2023)
- La stanza delle meraviglie (La Chambre des merveilles), regia di Lisa Azuelos (2023)
- Louise Violet, regia di Éric Besnard (2024)